# بنغاس أليف القواقع
بنغاس أليف القواقع (الاسم العلمي:Pangasius conchophilus ) هو نوع من الأسماك يتبع جنس البنغاس من فصيلة سلور القرش.